# Break Machine
Break Machine est un groupe de hip-hop américain, formé à New York en 1983. Il est notamment connu pour la chanson Street Dance.

## Biographie
Le groupe est fondé par Keith Rodgers, un musicien et ancien animateur d'une émission consacrée au rap, Bon Rock Live, sur la chaîne de radio locale new-yorkaise WHBI 105.9. En 1981, il enregistre, sous le pseudonyme de Bon Rock, Searching Rap. En 1982, il rencontre Jacques Morali et Henri Belolo, producteurs français du groupe Village People. Avec eux et le musicien Fred Zarr, il s'associe avec trois New Yorkais spécialistes de break dance, Lindsay Blake, Lindell Blake et Cortez Jordan, pour sortir l'album Break Dance Party (Break Machine au Royaume-Uni), qui connaît un succès phénoménal et participe à la reconnaissance de la culture hip-hop dont il n'est pourtant pas un produit typique. La chanson Street Dance, et le clip qui l'accompagne, popularise en Europe le style breakdance fin 1983[réf. nécessaire]. 
Le single-titre extrait de l'album, Street Dance, atteint la troisième place de l'UK Singles Chart en mars 1984, et devient le 39e single le mieux vendu de l'année. Il atteint la première place des classements en Suède et en Norvège. En Allemagne, il devient le 78e single le plus rentable de l'année 1984. Il atteint également la onzième place en Italie. En France, le single atteint les classements pendant deux semaines et se vend à plus d'un million d'exemplaires, et devient le 86e single le plus vendu en 2004 selon le Syndicat National de l'Édition Phonographique.
Pour le grand public, le nom Break Machine est souvent associé aux trois danseurs qui ont fait le tour du monde pour danser sur les plateaux de télévision et populariser la Break Dance Party. Les singles Break Dance Party et Are You Ready? atteignent les neuvième et 27e place des classements britanniques, respectivement. Leur album, Break Machine, atteint la 17e place de l'UK Albums Chart.
Keith Rodgers est toujours musicien sous le nom de SugaBear et se fait parfois aussi appeler Stan Rodgers[réf. souhaitée].

## Discographie

### Album studio
- 1984 : Break Dance Party (Break Machine)

### Singles
- 1981 : Searching Rap (Bon Rock & The Rythm Rebellion)
- 1982 : Junior Wants to Play (Bon Rock & Cotton Candy)
- 1983 : B - Boy (Oh la Oh la Yeah) (Bon Rock)
- 1983 : Street Dance (Break Machine)
- 1983 : Are You Ready (Break Machine)
- 1984 : Dancing in the Streets (Bon Rock)
- 1984 : Break Dance Party (Break machine)
- 1988 : Tomorrow (Keith Rodgers)

### Albums collaboratif
- 1993 : Le Pamplemousse / Break Machine – Le Spank / Street Dance